# Classic Malts

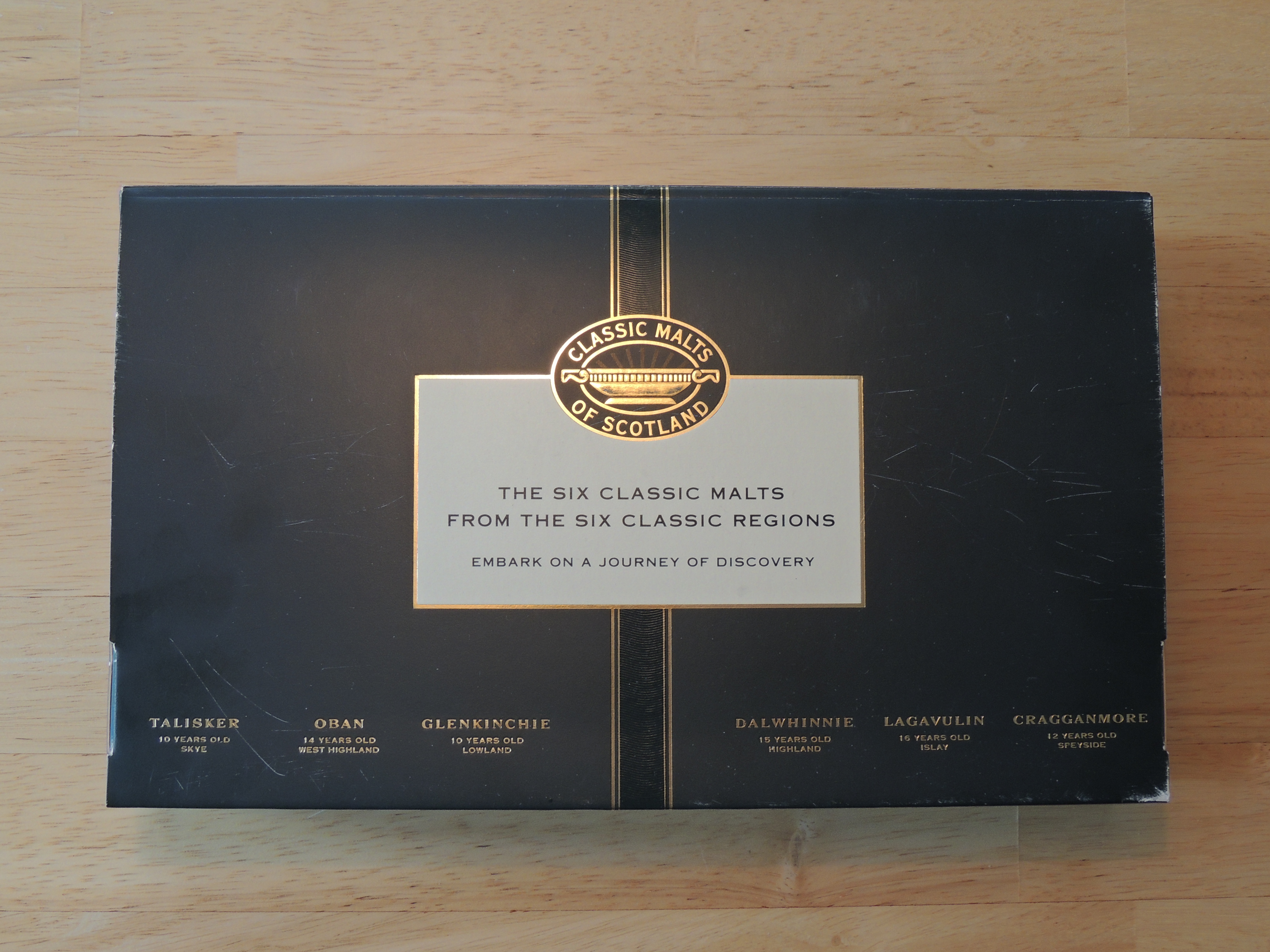
Sammelpaket, das sechs klassische Whiskys aus sechs klassischen Regionen verspricht

Die Classic Malts sind dreizehn (ursprünglich sechs) schottische Single-Malt-Whiskys aus dem Programm des Spirituosenkonzerns Diageo (ehemals United Distillers), die gemeinsam vermarktet werden. Zu ihnen gehören Vertreter der Whiskyregionen Lowlands, Highlands, Speyside und Islay, nicht jedoch Campbeltown, außerdem die älteste Brennerei auf der Insel Skye, Talisker. Die Einführung der Reihe im Jahre 1987 steht im Zusammenhang mit der Renaissance der schottischen Single-Malt-Whiskys, die bereits 1963 bei Glenfiddich ihren Anfang nahm. Nach dem Whiskykenner Walter Schobert besteht das Verdienst der „für die Wiederauferstehung des Scotch Malt Whisky gar nicht hoch genug einzuschätzenden Serie“ darin, zum ersten Mal den Wert der Vielseitigkeit des Single Malt und die Bedeutung der regionalen Herkunft verdeutlicht zu haben.
Ursprünglich erhob die Serie den Anspruch, mit sechs Abfüllungen die sechs „klassischen“ Whiskyregionen Schottlands zu repräsentieren: Talisker für Skye, Dalwhinnie für die Highlands, Oban für die West Highlands, Glenkinchie für die Lowlands, Lagavulin für Islay und Cragganmore für die Speyside. Diese Einteilung Schottlands genießt freilich keine allgemeine Anerkennung und entspricht jedenfalls nicht den Regionen des Wirtschaftsverbandes Scotch Whisky Association.
Ende 2005 benannte Diageo die Serie in Classic Malts Selection um und ergänzte sie um Abfüllungen der Brennereien Caol Ila, Clynelish, Glen Elgin, Knockando und Royal Lochnagar. Seit 2007 ersetzt ein 12-jähriger Glenkinchie den bis dahin zur Serie gehörenden 10-jährigen; seitdem kamen außerdem Abfüllungen von Cardhu und Dufftown hinzu. Neben den Standardabfüllungen wird eine Distillers Edition der gleichen Whiskys angeboten, welche sich jedoch durch eine Nachlagerung (Finishing) in speziellen Fässern von den eigentlichen Classic Malts unterscheiden.
Zu den Classic Malts gehören:
| Whisky                    | Alter      | Vol.-% | Region          | Distillers Edition | Seit |
| ------------------------- | ---------- | ------ | --------------- | ------------------ | ---- |
| Caol Ila                  | 12         | 43 %   | Islay           | Moscatel           | 2005 |
| Cardhu                    | 12         | 40 %   | Speyside        | keine              | 2008 |
| Clynelish                 | 14         | 46 %   | North Highlands | Oloroso Secco      | 2005 |
| Cragganmore               | 12         | 40 %   | Speyside        | Port               | 1987 |
| Dalwhinnie                | 15         | 43 %   | Highlands       | Oloroso            | 1987 |
| Glen Elgin                | 12         | 43 %   | Speyside        |                    | 2005 |
| Glenkinchie               | 10, 12 (*) | 43 %   | Lowlands        | Amontillado        | 1987 |
| Knockando                 | 12         | 43 %   | Speyside        |                    | 2005 |
| Lagavulin                 | 16         | 43 %   | Islay           | Pedro Ximénez      | 1987 |
| Oban                      | 14         | 43 %   | West Highlands  | Fino (Montilla)    | 1987 |
| Royal Lochnagar           | 12         | 40 %   | East Highlands  | Moscatel           | 2005 |
| Talisker                  | 10         | 45,8 % | Isle of Skye    | Amoroso            | 1987 |
| The Singleton of Dufftown | 12         | 40 %   | Speyside        |                    |      |

(*) Im August 2007 löste der 12-jährige Glenkinchie den 10-jährigen ab.